# Srdcovka jedlá
Srdcovka jedlá (Cerastoderma edule, též Cardium edule) či také srdcovka obecná je jedlý mořský mlž z čeledi srdcovkovitých.

## Výskyt
Vyskytuje se na mělčinách ve všech evropských mořích, ve východním a severním Atlantiku a i na západu Afriky. Žije pár centimetrů pod povrchem v bahnitých nebo písčitých dnech. 

## Popis

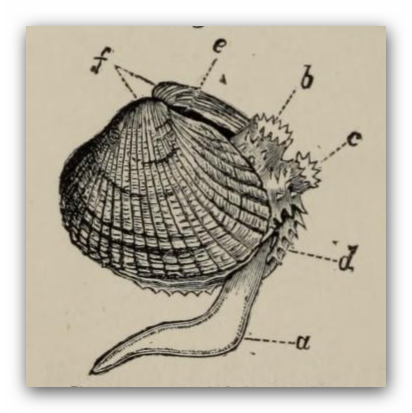
a) noha b) vyvrhovací otvor c) přijímací otvor d) zřasený okraj pláště e) vaz (ligament) umožňující otevírání a zavírání lastury f) pevné spojení lastur

Lastura srdcovky jedlé je vápenitá, mohutná se značnými rýhami v linii růstu a skládá se ze dvou stejně velkých částí, které mají tvar srdce. Barva lastury je béžová, hnědá, někdy i více do bíla. Je dlouhá až 5 cm. V jejím vnitřku se nachází samotné měkké tělo, které se skládá z trupu a nohy. Tělo srdcovky má žlutou barvu. Srdcovky mají dva sifony, kterými nasávají a vysávají vodu. Pomocí žaber získávají z vody kyslík a filtrují plankton.
Srdcovky jsou gonochoristé, jedinci se tedy rozmnožují oddělenými pohlavími. Vajíčka a spermie jsou uvolňovány do vody na konci května, kdy dochází k oplodnění. Samička produkuje 5 000–50 000 vajíček. Vývoj srdcovek je nepřímý, z oplodněných vajíček se vylíhne larva. Larvy žijí 2–3 týdny volně ve vodě poté jako dospělci klesnou ke dnu. Srdcovky se dožívají většinou 3 let, za příznivých podmínek i 9 let.

## Predátoři
Srdcovky jedlé jsou kořistí ptáků jako je ústřičník velký, ale živí se jimi například i surmovka vražedná. Ta používá svou ostrou radulu na vyvrtání malé dírky v lastuře, kterou poté tělo oběti vysaje. 

## Využití

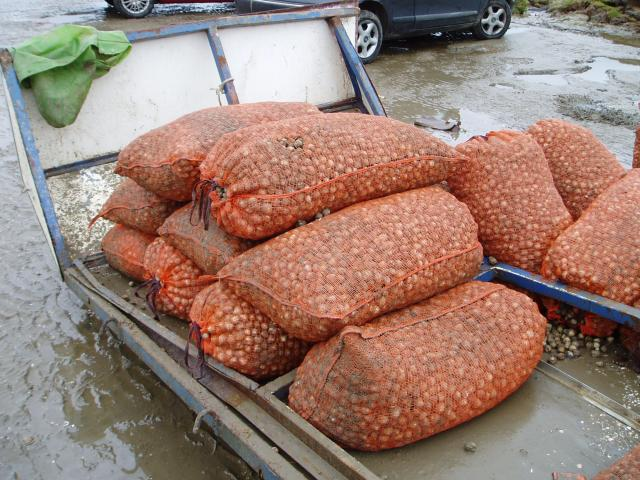
Vylovené srdcovky jedlé

Jsou součástí gastronomie, kde jsou považovány za specialitu. Konzumují se hlavně v Evropě a podávají se už tepelně zpracované nebo v přímořských oblastech, kde jsou čerstvě nasbírané i syrové a slané. Prodávají se i v konzervách. Jejich maso je tuhé, ale chuť vynikající. Dají se péct, vařit, grilovat a přidávat do salátů.

## Poddruhy
- Cerastoderma edule belgicum de Malzine, 1867
- Cerastoderma edule crenulatum J. B. Lamarck, 1819
- Cerastoderma edule fluviatilis Brown, 1844
- Cerastoderma edule libenicensis S. Brusina, 1870
- Cerastoderma edule loppensi P. Mars, 1951
- Cerastoderma edule maculatum Ph. Dautzenberg, 1890
- Cerastoderma edule major E. Bucquoy P. Dautzenberg & G. Dollfus, 1889
- Cerastoderma edule mercatorium Coen, 1915
- Cerastoderma edule regularis Pallary, 1900 [1]

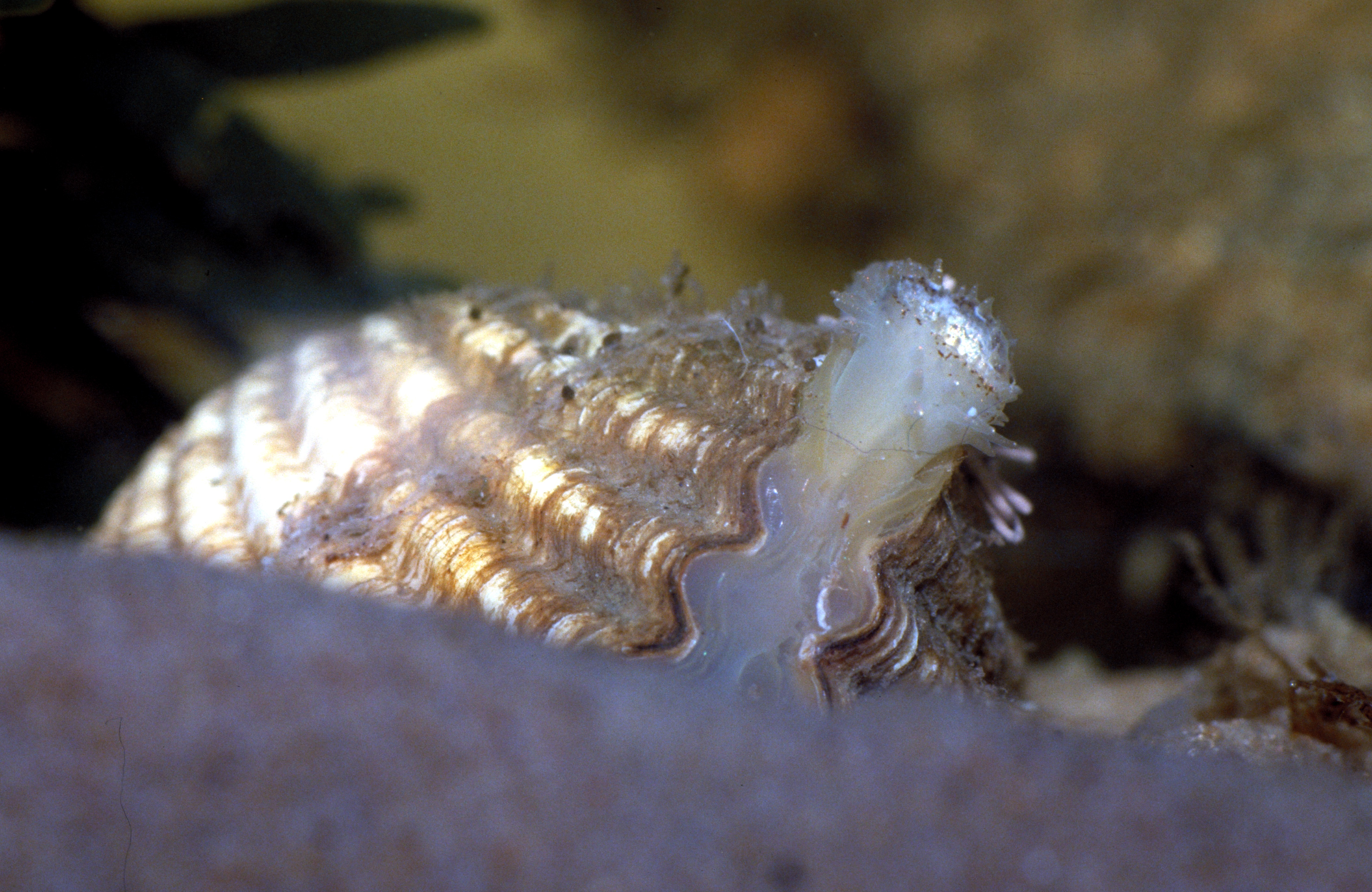
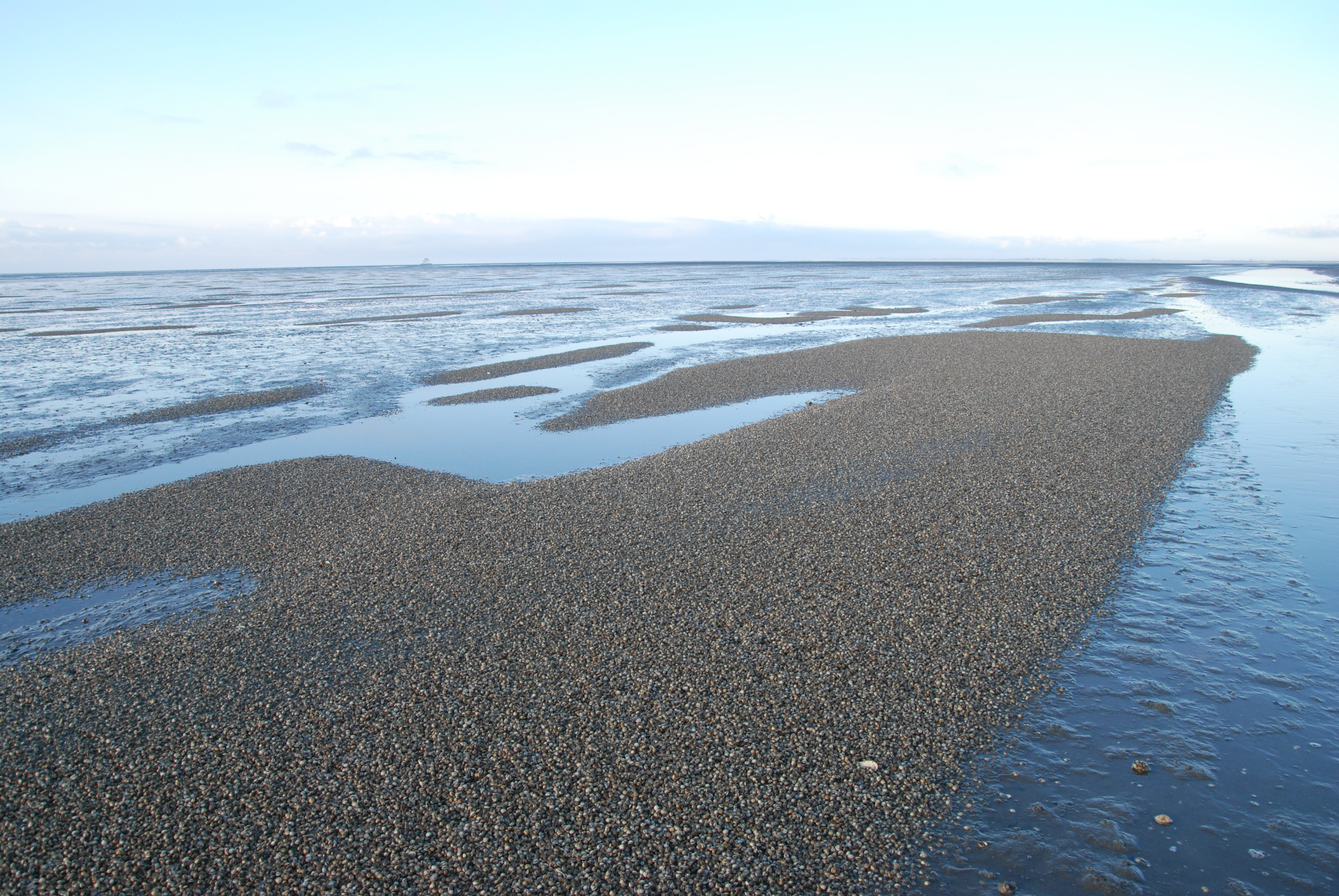